# La Trinidad, Sitalá
La Trinidad är en ort i Mexiko.   Den ligger i kommunen Sitalá och delstaten Chiapas, i den sydöstra delen av landet, 800 km öster om huvudstaden Mexico City. La Trinidad ligger 997 meter över havet och antalet invånare är 112.
Terrängen runt La Trinidad är kuperad åt nordost, men åt sydväst är den bergig. Runt La Trinidad är det ganska tätbefolkat, med 62 invånare per kvadratkilometer. Närmaste större samhälle är Yajalón, 17,4 km norr om La Trinidad. I omgivningarna runt La Trinidad växer i huvudsak städsegrön lövskog.